# 湯山池
湯山池（ゆやまいけ）は、かつて鳥取県にあった池である。江戸時代から昭和にかけて干拓が行われて農地となり、池としては現存していない。

## 概要
湯山池は現在の鳥取市福部町（旧福部村）湯山地区一帯にあった。北は福部砂丘（鳥取砂丘の東部。「湯山砂丘」とも）によって日本海と隔てられており、南には摩尼山の山裾が迫っている。浜湯山から西へ峠を越すと多鯰ヶ池がある。現在は二級河川の塩見川の支流、江川の上流域にあたり、埋め立てによって海抜4m程度の低地になっている。
湯山池一帯はかつては海とつながる入り江で、池畔にあたる地域からは縄文時代から奈良時代に至るまでの様々な遺跡が見つかっている。中世の記録では潟湖になっており、水産物の豊富な池だった。近世に埋め立てが始まったが、砂丘の影響で干拓は思うように進まず、完全に埋め立てられて水域が消滅したのは昭和30年代である。

## かつての湯山池

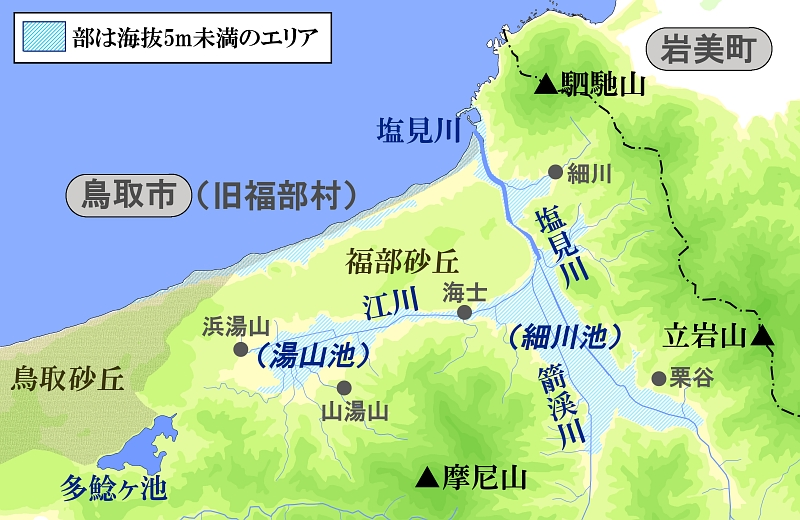
塩見川河口付近

### 伝承に登場する水域
塩見川の下流一帯は、かつて日本海とつながる入り江だった。伝承では、神功皇后が敦賀（高志国）から九州征伐（あるいは三韓征伐）に向かうときにこの入り江に寄港したとされている。
この入り江は、やがて福部砂丘（鳥取砂丘の東部）の発達によって海と切り離され、潟湖となっていった。『因幡志』では海との接続部には水門があったとされている。潟湖は西側の「上池」と東側の「下池」という2つの水域に分かれており、上池と下池は小さな川で繋がっていた。江戸時代には、上池を湯山池、下池を細川池と呼ぶようになっていた。「湯山」という地名は、かつてこの辺りに温泉があったことによるとされている。

### 周辺の遺跡
このあたりには数多くの遺跡が確認されており、湯山池の北畔からは直浪遺跡（すくなみいせき）という縄文時代から奈良時代にかけての居住跡が確認された。初めて確認されたのは1946（昭和21）年の干拓工事の際で、1990（平成2）年までに数回の発掘調査が行われた。遺跡からは石器、土器、木器が出土していて、特に縄文中期の土器の形式は山陽方面や丹後方面との繋がりを示唆するものである。確認された住居跡は古墳時代中期のものだが、出土遺物から縄文期にも定住地だったと推測されている。
湯山池の南岸では、「大谷山」と呼ばれる尾根の先端部にある湯山神社の脇から古墳（湯山6号墳）が検出されている。これは国道9号の工事で確認されたもので、調査時には既に損壊しており正確な形状などは不明だが、直径13メートルあまりの円墳で、遺物から5世紀前半のものと推測されている。石棺や遺物出土しており、なかでも武具一揃えとして見つかった鉄製冑は、柊葉形の切り込みのある特殊な小札を用いたもので、古墳時代の高度な技術を伝える貴重な考古資料とみなされている。この鉄冑は「小札鋲留眉庇付冑」として鳥取県の保護文化財に指定されている。古墳の位置には鳥取バイパス（国道9号）の福部インターチェンジが設けられており古墳は現存しない。
「下池」にあたる細川池の方面では、東岸の栗谷で栗谷遺跡が確認されている。この遺跡は縄文時代前期から弥生時代にかけての住居跡と古墳時代の祭祀跡を伴う大規模なもので、1961（昭和36）年に確認されると、山陰地方の重要な遺跡の一つとみなされるようになった。とくに1000点を超す土器・木器や編物が出土しており、縄文時代の自然遺物が良好な状態で検出されたものとして貴重である。これらの出土品のうち、木製杓子5点を含む土器、石器、編物製品等の一括遺物が「鳥取県栗谷遺跡出土品」の名称で国の重要文化財に指定されている。
このほか、立岩山山麓の坂谷神社（坂谷権現祠）には未解読の文字が遺されており、「謎の古代文字」とされている。（豊国文字も参照。）

### 湯山池岸を通る古道

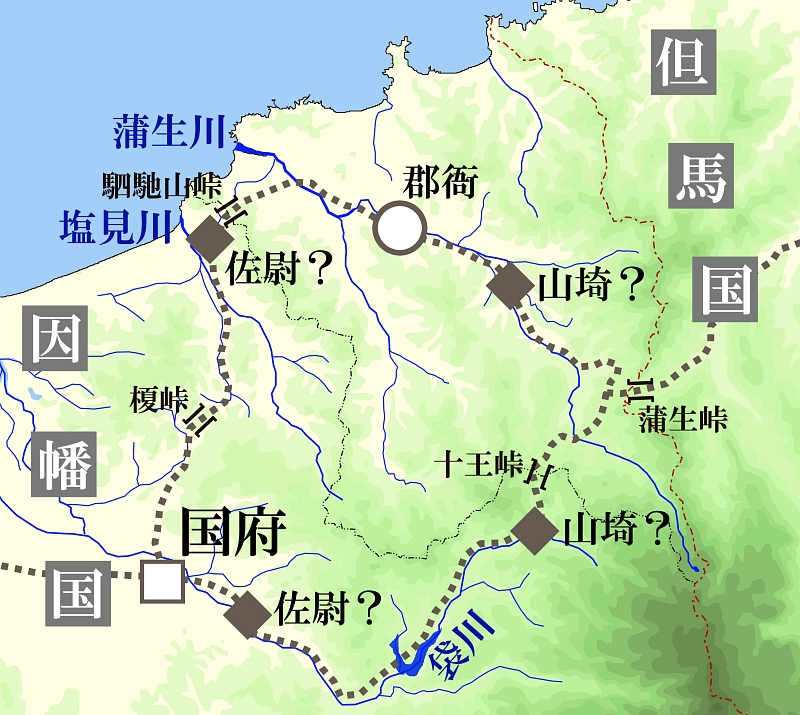
古代の山陰道ルートの2説

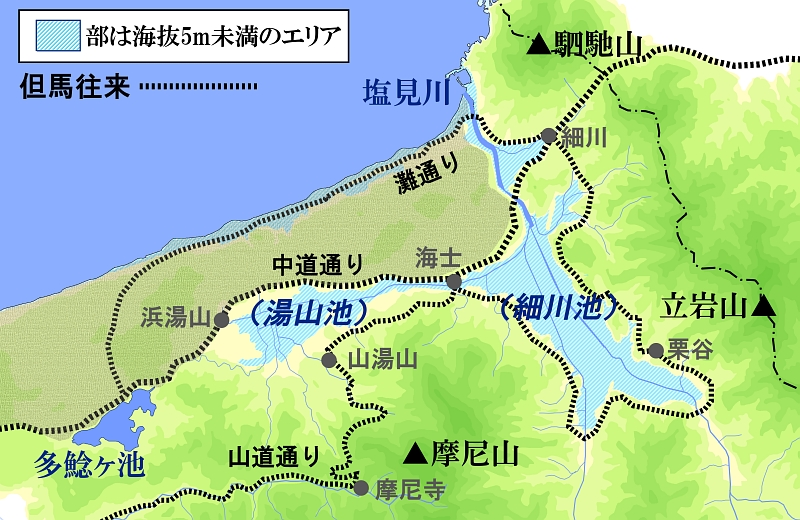
江戸時代の但馬往来の3ルート

山陰道は古代（飛鳥時代）に成立した五畿七道のひとつである。山陰道は畿内から但馬国（兵庫県北部）を経由して因幡国（鳥取県東部）に入り、さらに西の伯耆国、出雲国へと続いていた。しかしその古い経路は山間部を中心に不詳な部分が多く、特に因幡国東部では明らかになっていない。
但馬国から蒲生峠を越えて因幡国に入ったのち、因幡国の国庁へ至る経路にはおおまかに2つの説がある。一つは蒲生峠から十王峠を越えて袋川上流にぬけ、袋川沿いに国府を目指すルートで、概ねいまの県道31号に相当する。もう一つは蒲生峠から蒲生川にそって下り、駟馳山峠を越え、塩見川支流の箭渓川に沿って国府を目指すルートである。これはおおよそ現在の国道9号および県道43号にあたる。
後者の節では、古道が湯山池・細川池の池畔を通っており、細川地区が「佐尉」駅にあたると推定されている。
江戸時代になると因幡国は鳥取藩の支配地となった。鳥取城から但馬国へ向かう街道として但馬往来が整備されるようになり、これが湯山を経由していた。但馬往来の本筋は「中道通り」と呼ばれており、鳥取城から砂丘地をぬけて多鯰ヶ池北岸を通り、浜湯山から湯山池の北岸に沿って細川へ通じていた。脇道として「山道通り」があり、摩尼寺を経由して峠越えにより山湯山におり、湯山池の南岸を伝って細川へ至る道だった。このほか海岸沿いを行く「灘通り」もあった。中通りや灘通りは砂丘を通るが、すぐに道が砂に埋もれてしまうため、道中に案内標識が整備されていた。
中道通りは、鳥取バイパスが開通する前の国道9号におおむね相当する。現在はバイパスが開通し、中道通りが県道265号、灘通りが県道319号におおよそ相当するほか、山道通りの一部が県道224号に相当している。

### 江戸時代の湯山池
江戸中期の1795（寛政7）年に著された『因幡志』によれば、湯山池は周囲が50町（約5.5km）の池だった。ただしこれに先だって享保年間（1716-1736年）から既に湯山池や細川池の干拓が始まっている。
湯山池では淡水漁業が行われていた。主な漁獲物は鯉、鮒、鰻、鱺（オオナマズ）や小エビなどの魚介類のほか、ヒシなども産物になった。なかでも名物は晩春の小エビを塩煮にした「湯山エビ」で、鳥取城下で売られていた。

## 干拓の歴史
江戸時代中期から、細川池（下池）と湯山池（上池）の干拓が始まった。江川、箭渓川、塩見川が集まるこの水域は勾配が極端に小さく、海水が逆流するほどだった。そのうえ冬になると偏西風に押し戻された砂によって河口が閉塞しやすく、洪水が絶えない地域だった。

### 初期の干拓事業
享保年間（1716-1736年）から鳥取藩の指導のもとで両池の干拓が始められた。指導者の一人に、鳥取各地で潟湖の干拓を行った和田徳兵衛（和田得中）がいる。事業の中心になったのは細川池で、寛政年間（1789-1801年）には細川池は一通り埋め立てが終わった。湯山池のまわりでも干拓が行われたが、前述のとおり、湯山池は周囲5kmほどの水域として残っていた。しかし、ひとまず干拓事業は完成したものの、これらの新田はすぐに水没してしまった。砂丘からの飛砂によって水路が埋まってしまい、排水不良となるためであるこのため数年毎に排水路を改修する必要があり、これは費用と労力の両面で住民に大きな負担となった。例を挙げると、1818（文政元）年の細川池の水路改修では、延べ8,000人以上が駆りだされている。
翌1819（文政2）年には鳥取の興禅寺が開発資金を出資して、湯山池と細川池共同の水路改修が行われた。この工事では、いまの塩見川の下流にあたる河口付近が掘り割られ、湯山池の水を一気に抜いて水路の砂を押し流す手法がとられた。これによって25町歩（約25ヘクタール）の新田が生まれたが、約20年でこれらも再び水没した。
とりわけ湯山池の方面では砂丘からの飛砂の影響が大きかった。飛砂は水路や田畑ばかりでなく、山林や家屋までも飲み込むほどの勢いがあり、住民はその対策だけで疲弊し、村は貧困のままだった。

### 安政の干拓事業
その頃起きた天保の大飢饉（鳥取では「申年がしん」と呼ばれる）によって、1830年代から1840年代の鳥取藩でも大きな被害を出した。このため鳥取藩では湯山池の干拓事業に乗り出すことになった。
この半官半民の事業に取り組んだのが安藤仁平（あんどうにへい、1825-1876）や宿院六平太（宿院義般、しゅくいんぎはん、1831-1891）である。義般は浜湯山の庄屋の出で、1845（弘化2）年から鳥取藩の書記に仕えていた。義般は水路が埋まる原因である飛砂そのものを止める必要があると考え、庄屋である父を説き伏せて
出資させ、砂丘地への植林を行って砂防林とする取り組みを1857（安政4年）にはじめた。
これと同時に干拓をすすめる工事も企てられた。これに利用されたのが湯山池の西にあった多鯰ヶ池である。当時、峠によって隔てられている湯山池と多鯰ヶ池は水位が同じであると考えられていた。義般は自ら「宿院式測量機」を考案、これによって離れた場所にある両池の測量を行い、多鯰ヶ池のほうが湯山池よりも5丈7寸7分（約15m38cm）、水面が高いことを発見した。
義般は、峠を穿つトンネルを掘って多鯰ヶ池と湯山池を繋ぐ水路を造り、落差を利用した多鯰ヶ池からの水流で砂を押し流し、湯山池を砂で埋め立てて干拓するプランをたてた。トンネルは多鯰ヶ池の水面下3.6mの水準で、幅・高さともに1間（約1.8m）、全長212間（約385m ）という設計になっていて、このトンネルを含めて全長約1200mの暗渠水路が造営されることになった。
義般らはトンネル工事のため、但馬国の生野銀山へ行って坑夫を雇い入れた。工事は1859年（安政6年）に始まり、トンネルは1年あまりをかけて完成した。その後も工事が続けられ、1862（文久2）年には水路の総延長が1600間あまり（約2.9km）に及んだ。当初の目論見では40町歩（約40ha）の新田が得られるはずだったが、この時点で完成したのは約半分の20町歩（約20ha）だった。一連の工事の総工費は2200両あまりにもなった。

### 明治の干拓事業
しかし、こうして完成した新田もまもなく地盤沈下が始まって再び沼沢地へと戻っていった。宿院義般らによる埋立事業は明治時代に入っても続けられ、1870（明治3）年から1871（明治4）年にかけて総面積50町歩（約50ha）の田地が作られた。これらの新田まわりには「御上新田」や「流し」といった地名が遺されている。義般は砂丘地への植林も続けながら、殖産興業の施策として砂丘地での桑の栽培と養蚕事業を興した。
義般やその下で干拓事業に関わった浜湯山の村民たちは測量技術・土木技術の実績をかわれ、技師として明治新政府に雇い入れられた。1874（明治7）年からは全国をまわり、但馬、越前、近江、琉球などの測量を手がけた。晩年の義般は官営事業のため北海道に渡って開拓の指揮を行うとともに、事業を興した。1891（明治24）年に北海道から鳥取へ帰郷する途中に、山形で病死した。
1871年の干拓事業では50haが埋め立てられたことになっており、これは湯山池のほぼ全域に相当する。しかし実際にはその後も干拓地の水没が繰り返された。明治時代から大正時代にかけての旧陸地測量部による地図・「細川」では、もともとの面積の約4分の1ほどの水域として湯山池の姿が描かれている。

### 池の消滅
干拓はその後も繰り返され、1925（大正14）年から1926（大正5）年、1932（昭和7）年、1952（昭和27）年にも行われた。太平洋戦争後にアメリカ軍が撮影した航空写真には湯山池の様子が残されている。池は1957（昭和32）年から1958（昭和33）年にかけての干拓事業で完全に姿を消した。
義般が築いた多鯰ヶ池からの水路はいまも灌漑用水路として使われており、これが多鯰ヶ池から流出する唯一の水流となっている。
|                                                                                     |                |                |
| 米軍による湯山地区の空中写真（1947年11月撮影）。 赤枠は1909年時点での湯山池の範囲。 | 1948年10月撮影 | 1952年11月撮影 |
|                                                                                     |                |                |
| 1961年2月撮影                                                                       | 2013年9月撮影  |                |